# شیشه کبالت

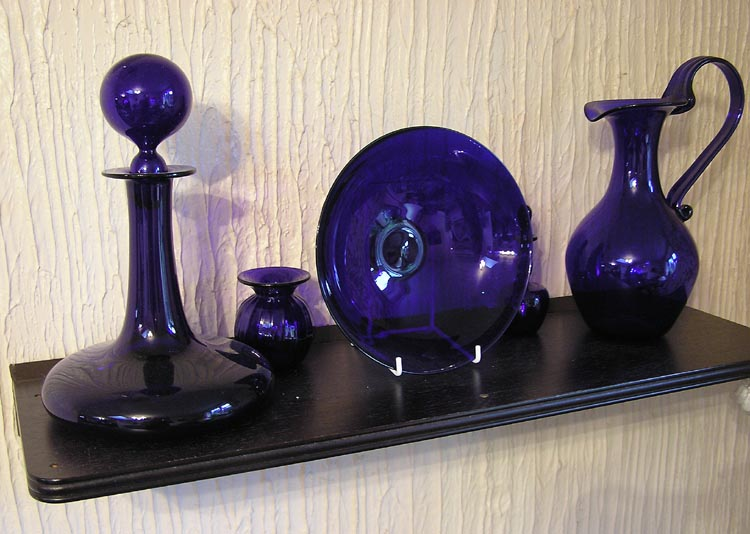
شیشه کبالت برای تزئین

شیشه کبالت (به انگلیسی: Cobalt glass) که با نام مینای لاجوردی یا لاجورد فرنگی شناخته می‌شود، یک شیشه به رنگ آبی تیره است که توسط اجزای حاوی کبالت تهیه می‌شود، معمولاً اکسید کبالت یا کربنات کبالت در مذاب شیشه است.

## تاریخچه
اولین نمونه شناخته شده شیشه آلومینات کبالت مربوط به توده ای از حدود ۲۰۰۰ سال قبل از میلادی در بین‌النهرین باستانی ممکن‌ترین نامزد برای استفاده به عنوان رنگ‌دانه، تا عصر مدرن نادر بود. اکسید کبالت لاجوردی ۵ قرن بعد به عنوان یک رنگ‌دانه در ظروف سفالین مصر ظاهر می‌شود و سپس به زودی در ناحیه دریای اژه، که رنگ‌دانه ای است که مینای لاجوردی نامیده می‌شود. در نقاشی‌ها، مینای لاجوردی تمایل به از دست دادن رنگش طی مدت طولانی داشته‌است و امروزه به مقدار کم استفاده می‌شود، با این وجود وقتی در سرامیک برای دکور زیر لعاب استفاده شود، رنگش را به خوبی حفظ می‌کند و رنگ آبی اصلی در ظروف سفالین سفید و آبی از نواحی گسترده و دوره‌های وسیع شامل پرسلان آبی و سفید سلسله‌های Yuanو mingو سفال دلفت و maiolica ی ایتالیایی رونسانس است. از سلسلهٔ Tang به بعد، پرسلان چینی از لعاب لاجوردی استفاده می‌کرد ولو شیشهٔ کبالت چینی از سلسهٔ zhou کشف شده‌است(۱۱۲۲–۲۲۱ قبل میلاد).
کبالت به عنوان یک رنگ‌دانه در آسیای مرکزی از قرن سیزدهم استفاده می‌شد. یک تکه از نقاشی سفالی در شهر باستانی Tangut در Khara-Khoto پیدا شده‌است که شامل مینای لاجوردی است که متعلق به قرن بین قرن ۱۱ و ۱۳ ام است. مقدار زیادی مینای لاجوردی برای دکوراسیون گالری Francis I of France در Fontainebleau در سال ۱۵۳۶ خریداری شد. مینای لاجوردی که اکنون تغییر رنگ داده است، در نقاشی‌های اروپایی از قرن ۱۵ تا ۱۷ رایج بوده‌است. برای مثال در پرترهٔ Hans Holbein the Younger از William Butts دیده شده‌است. در نقاشی Michael Pacher و نقاشی‌های آبرنگی روی گچ Domenico Ghirlandaio دیده شده‌است. اختراع یک فرایند مینای لاجوردی اروپایی به‌طور سنتی به یک تولید کنندهٔ شیشهٔ بوهمیایی به نام Christoph Schürer در حدود سال‌های ۱۵۴۰–۱۵۶۰ نسبت داده شده‌است. گرچه حضور آن در Dieric Bouts' The Entombment در حدود ۱۴۴۵ اثبات می‌کند که حداقل یک قرن پیش تر استفاده شده‌است. فرایند تولید شیشه کبالت لاجوردی در مرکز ساخت صنعتی Blaafarveværket در نروژ در قرن ۱۹ ام به عنوان اکسید کبالت لاجوردی به همراه کوارتز و کربنات پتاسیم ثبت شده‌است.نتیجهٔ آن یک مادهٔ شیشه ای به شدت آبی رنگ بود که به تولیدکنندگان ظروف شیشه ای و پرسلان فروخته می‌شد.

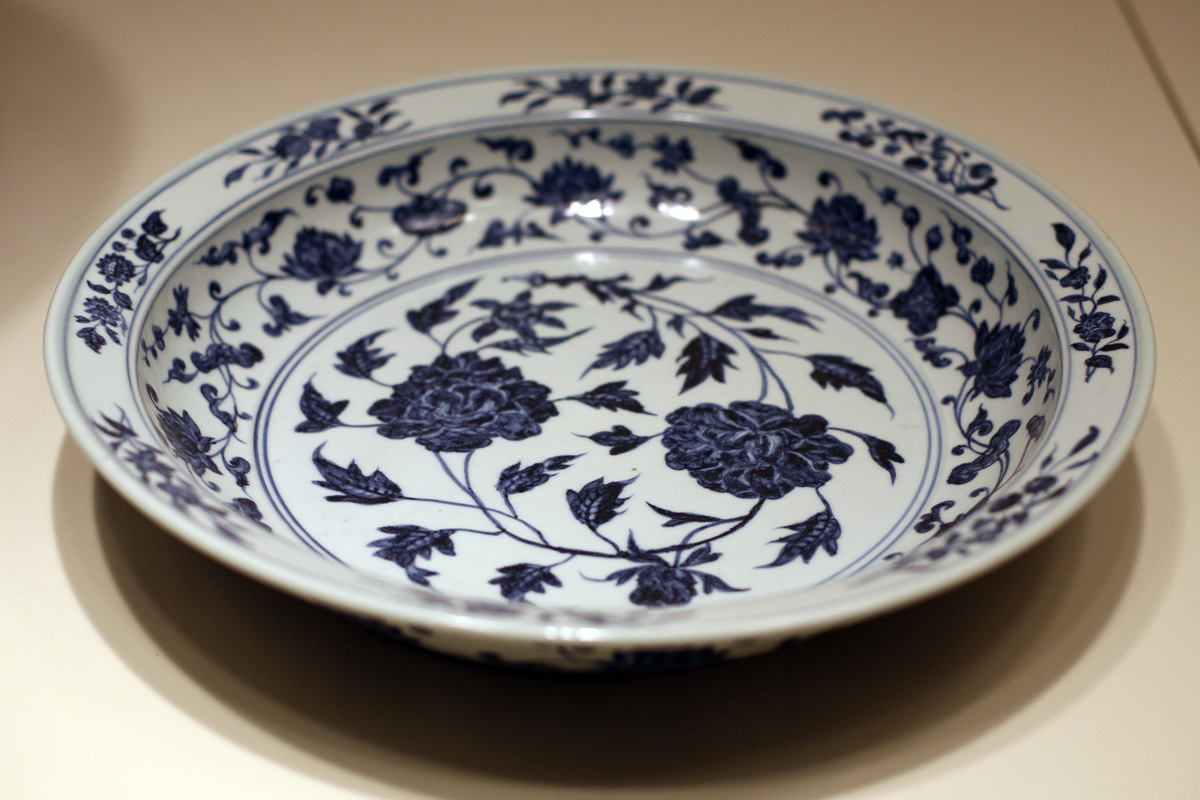
ظرف مینگ، با دکوراسیون آبی رنگ

## فرایند
کبالت عامل رنگ زای شدیدی است و مقدار کمی از آن برای نشان دادن رنگ قابل توجه لازم است. شیشهٔ کبالت آبی همچنین به عنوان فیلتر نوری در تست شعله برای فیلترکردن شعلهٔ زرد که به علت آلایش با سدیم ایجاد شده‌است، استفاده می‌شود و توانایی دیدن رنگ‌های بنفش و آبی را گسترش می‌دهد. شیشهٔ مات کبالت (سیلیکات کبالت پتاسیم) که مینای لاجوردی نامیده می‌شود به‌طور تاریخی به عنوان رنگ‌دانه برای تولید شیشه، نقاشی، سفالگری و برای دکوراسیون سطح سایر انواع شیشه و سرامیک و سایر مدیا به کار می‌رفت. داستان طولانی ساخت و استفادهٔ آن به‌طور وسیع توصیف شده‌است. آلومینات کبالت که به عنوان کبالت آبی نیز شناخته می‌شود، میتواند به‌طور مشابه استفاده شود. شیشه کبالت مثل شیشهٔ آبی bristol به علت رنگ جذابش مورد توجه است و بین گرد آورندگان شیشه محبوب است و برای تشخیص بطری‌های آبی Harvey's Bristol Cream sherryو مینرال آبی Tŷ Nantاستفاده می‌شود.

## منبع و آماده‌سازی
مینای لاجوردی می‌تواند در آزمایشگاه توسط شن کوارتز، کربنات پتاسیم و مقدار کمی اکسید کبالتCo3O4)) به مدت ۳۰ دقیقه در دمای ۱۱۵۰ درجه سانتی گراد تولید شود. دقت شود که تمامی ترکیبات کبالت به شدت سمی هستند و باید توسط شخصی که قبلاً آموزش دیده جابه‌جا شود. ۵ گرم شن، ۵ گرم کربنات پتاسیم و ۰٫۵ گرم اکسید کبالت، ابتدا در یک هاون هموژن می‌شوند. مخلوط به یک بوته انتقال داده می‌شود و درون یک کوره که قبلاً تا دمای مورد نیاز گرم شده قرار داده می‌شود. بعد از ۳۰ دقیقه بوته ای که هنوز گرم است از کوره خارج می‌شود و درون یک لیوان آزمایشگاهی که از آب سرد پر شده، انداخته می‌شود. این امر منجر به تجزیهٔ شیشهٔ تهیه شده به تکه‌های کوچک میشودپس از خراشیدن مینای لاجوردی از بوته محصول در یک هاون فیلتر، خشک و هموژن می‌شود.